# Kotaku
Kotaku（コタク）とは、英語で編集されるテレビゲームに関するブログである。2003年3月4日設立。サブタイトルはGossip, news and leaks for obsessive gamers（熱狂的ゲーマーのためのゴシップ・ニュース・リーク情報）。

## 概要
Kotaku.comは、テレビゲームを扱うブログである。ディスカバリーチャンネル、SpikeTVなどのテレビ局番組に編集者が出演しており、雑誌の引用回数も多く知名度が高い。米国・日本・豪州・英国など主要なゲーム市場国に編集者を置いている。
記事には自由にコメントを書き込めるが、過度に差別的・性的な発言をするとコメント投稿が禁じられる。
Kotakuという名前は、日本語のオタクに「小さい」を意味する「小」を加えたものである（小オタク）。
日本版は株式会社メディアジーンが運営し、各種ニュースサイトへの記事配信を行っていた。
2016年4月1日、コタク・ジャパンの更新を3月31日で終了し、編集部およびライターはギズモード・ジャパンへ合流することがアナウンスされた。同年4月11日をもってkotaku.jpのサイトは閉鎖された。

## 逸話
2008年6月に板垣伴信がテクモを提訴した際の第2回口頭弁論で板垣が提出した音声メモをKotakuが公開し、日本のネット上でも話題になった。

## 編集者
- 編集局長: Patricia Hernandez
- 編集長: Caroline Petit
- 上級編集者: Alexandra Hall
- 上級編集者: Alyssa Mercante
- スタッフ編集者: Lisa Marie Segarra
- シニアライター（ナイツ）: Luke Plunkett
- 上級レポーター: Ethan Gach